# Cérium
A cérium a lantanoidák közül a földkéregben leggyakrabban előforduló és legnagyobb reakcióképességű, Ce vegyjelű, 58-as rendszámú, ezüstfehér színű nehézfém. A prazeodímium, neodímium, prométium, szamárium, európium és gadolínium oxidjaival együtt a lantanoidák csoportján belül a certiföldek alcsoportját alkotják. Martin Heinrich Klaproth fedezte fel 1803-ban és a Ceres törpebolygóról nevezte. Elemi állapotban először 1875-ben sikerült előállítani. A 19. század közepén a cérium magyar neve cereny volt.

## Fizikai, kémiai tulajdonságai
Fizikai tulajdonságait tekintve szilárd halmazállapotú, 6,773 sűrűségű, 798  °C olvadáspontú, 3426  °C forráspontú, fémes rácsban 0,1825 nm atom- és 0,1034 ionsugarú, 6,54 eV ionizációs potenciállal rendelkező elem.

## Élettani hatása
A többi ritkaföldfémhez hasonlóan alacsony-közepes szintűen mérgező hatású. Sejtekre való hatása kutatásának eredményei szerint füstje a tüdő szövetére mérgező hatású.

## Előfordulása, gyakorisága
A cérium a lantanoidák közül a földkéregben leggyakrabban, 4,3*10−3 részarányban, leginkább Skandináviában, Indiában, az Egyesült Államokban, a Kongói Demokratikus Köztársaságban és Dél-Afrikában előforduló elem. Fontos ásványai a monacit és a basztnezit.

## Felhasználása
Oxidjai az öntisztító olajok és a gázizzótestek alkotórészei. A cérium adalékanyaga a vas-alumínium-ötvözeteknek, szerkezetei anyaga az atomreaktoroknak, továbbá katalizátor, üvegcsiszolóanyag és ívfényadalék is.
Vasötvözete, a ferrocérium öngyújtókban és túlélőkészletekben használatos, a tűzcsiholáshoz használt kovakő modern helyettesítője.